# Laurel L. Wilkening
Laurel L. Wilkening (23 novembre 1944 – 4 giugno 2019) è stata un'astrofisica statunitense.
È stata rettrice dell'Università della California, Irvine (UCI) dal 1993 al 1998.

## Primi anni di vita
Wilkening è nata a Richland, Washington, e cresciuta a Socorro, New Mexico. Sua madre, Ruby Alma Barks Wilkening, era un'insegnante; suo padre, Marvin H. Wilkening, fu un fisico nucleare durante la seconda guerra mondiale e professore di fisica al New Mexico Institute of Mining and Technology. Laurel L. Wilkening ha conseguito una laurea in chimica al Reed College nel 1966. Ha completato gli studi di dottorato in chimica presso l'Università della California, San Diego nel 1970 sotto la guida di Hans Suess. La sua commissione di tesi includeva due premi Nobel, Harold Urey e Hannes Alfvén. Ha ricoperto incarichi di post-dottorato a Mumbai, Mainz, Parigi e Chicago.

## Carriera

### Ricerca planetaria e politica spaziale
Wilkening ha concentrato i proprio studi su comete, meteoriti e rocce lunari. Durante il suo dottorato ha studiato Rock Number 17, uno dei primi campioni lunari rilasciati dal periodo di quarantena. Ha curato un libro di testo, Comets (1982), con Mildred Shapley Matthews. Wilkening è stata seduta accanto a Jimmy Carter alla Casa Bianca per guardare le prime immagini della missione Voyager. È stata vicepresidente della Commissione nazionale per lo spazio, presidentessa del comitato consultivo per la politica spaziale, e vicepresidente del comitato consultivo sul futuro dei programmi spaziali degli Stati Uniti. Ha fatto parte del consiglio di amministrazione di The Planetary Society. Nel 2001 ha registrato un'intervista di storia orale per il NASA Headquarters Oral History Project. L'asteroide 75562 Wilkening è stato rinominato nel 2013 in suo onore.

### Lavoro universitario
Wilkening ha insegnato chimica e scienze planetarie all'Università dell'Arizona a partire dal 1973 e dal 1981 è stata direttrice del dipartimento di scienze planetarie e del Laboratorio Lunare e Planetario dell'università. È stata anche decana di scienze dell'università e vicepresidente per la ricerca.. Mentre era in Arizona ha contribuito a fondare il programma Women's Studies e ha realizzato un rapporto statistico sull'equità salariale nel campus. In seguito ha donato oltre 100.000 dollari al progetto Women's Plaza of Honor dell'università.
Dal 1988 al 1993 è stata rettrice presso l'Università di Washington. Nel 1993 è diventata la terza rettrice dell'Università della California, Irvine; fu anche la terza donna a ricoprire la carica di cancelliere nel sistema dell'Università della California.
Wilkening si è ritirata dal lavoro accademico nel 1998, e negli ultimi anni ha gestito un vigneto a Elgin, in Arizona con suo marito. Nel 2005, l'Università della California, Irvine, ha dedicato a Laurel L. Wilkening il giardino delle rose nel campus. Nel 2009, Wilkening ha ricevuto la medaglia UCI dell'Università della California, Irvine.

## Vita privata
Wilkening sposò un altro chimico planetario ed ex monaco carmelitano, Godfrey T. Sill. Divenne vedova con la morte di Sill nel 2007. È morta nel 2019, all'età di 74 anni, in Arizona. Alcuni dei suoi documenti si trovano negli archivi dell'Università della California, Irvine.